# Thomas Knoll
Thomas Knoll, född 14 juni 1960. är en amerikansk mjukvaruingenjör, mest känd för att tillsammans med sin bror John Knoll ha påbörjat utvecklingen av Adobe Photoshop. Han var chefsutvecklare fram till lanseringen av CS4, och bidrar för närvarande till arbetet med ett Camera RAW plug-in för att kunna behandla obearbetade bilder från kameror.